# اوئلی زوتر
اوئلی زوتر (انگلیسی: Ueli Sutter؛ زادهٔ ۱۶ مارس ۱۹۴۷) دوچرخه‌سوار اهل سوئیس است.